# Phil Olsen
Philip Einar „Phil” Olsen (ur. 31 stycznia 1957 w Nanaimo, zm. 15 marca 2020 tamże) – kanadyjski lekkoatleta, który specjalizował się w rzucie oszczepem.
W roku 1976 uczestniczył w olimpijskim konkursie w Montrealu – z wynikiem 77,70 zajął 11. miejsce mimo iż w rundzie eliminacyjnej osiągnął trzeci rezultat – 87,76. W roku 1978 zdobył złoty medal igrzysk Wspólnoty Narodów z wynikiem 84,00. Sześciokrotny mistrz kraju, wielokrotny reprezentant Kanady w meczach międzypaństwowych - także przeciwko reprezentacji Polski. Dwukrotny rekordzista kraju. Rekord życiowy: 87,76 (25 lipca 1976, Montreal).